# Saint Petersburg Stock Exchange
Die SPB Exchange (ehemals JSC „Saint-Petersburg Exchange“, oder Saint Petersburg Stock Exchange) ist eine Wertpapierbörse mit Sitz in Moskau, Russland.

## Geschichte

### Die alte Börse
Begründet im 18. Jahrhundert - vermutlich um 1731 begann die St. Petersburger Börse als Warenbörse bis zum frühen 20. Jahrhundert, als sie zur wichtigsten Börse des Sowjetischen Imperiums wurde. Das Gebäude vom französischen Architekten Jean-Francois Thomas de Thomon im Greek-Revival-Stil wurde 1810 fertiggestellt. Nach der Revolution von 1917 erfüllte sie nicht mehr ihre ursprüngliche Funktion und beherbergte viele Jahre lang das Zentrale Museum der Marine.

### Aktuelle Form
1997 wurde die gemeinnützige Partnerschaft „Sankt Petersburger Börse“ gegründet, die erste lizenzierte Börse Russlands, mit NP RTS als einem ihrer Partner. Im selben Jahr führte die gemeinnützige Partnerschaft „Sankt Petersburger Börse“ eine elektronische Derivatehandelsplattform ein und entwickelte sich bis zum Jahr 2000 zur führenden Derivatebörse Russlands. 2014 begann der Handel mit ausländischen Aktien auf der SPB-Börsenplattform. Ende 2017 waren alle Aktien des S&P 500-Index auf der SPB-Plattform handelbar, und im selben Jahr wurde ein T+2-Abwicklungszyklus eingeführt, der dem Zyklus der US-Börsen entsprach. Im Juli 2021 änderte die Börse ihren Namen in Public Joint-Stock Company „SPB Exchange“. Die SPB Exchange ist die Rechtsnachfolgerin der Börse „Sankt Petersburg“.
Im November 2023 setzte das US-Finanzministerium die SPB Exchange auf die Sanktionsliste und setzte daraufhin den Handel mit amerikanischen Wertpapieren aus. Zwei Wochen später tauchte ein Insolvenzantrag der SPBSE in den Akten des Moskauer Schiedsgerichts auf. Daraufhin fiel der Aktienkurs um 34 %. Die Börse reagierte mit einem Dementia; die Quelle der Aussage ist unbekannt. Das Schiedsgericht lehnte die Klage ab, und die Zentralbank leitete eine Untersuchung ein.